# Ibrahim El-Masry
Ibrahim El-Masry (El Cairo, 11 de marzo de 1989) es un jugador de balonmano egipcio que juega de pívot en el Al Ahly. Es internacional con la selección de balonmano de Egipto.
Su primer gran campeonato con la selección fue el Campeonato Mundial de Balonmano Masculino de 2015.

## Palmarés

### Selección egipcia
| Campeonato Africano  | Campeonato Africano | Campeonato Africano | Campeonato Africano |
| Año                  | Lugar               | Medalla             |                     |
| -------------------- | ------------------- | ------------------- | ------------------- |
| 2018                 | Gabón               | Medalla de plata    |                     |
| 2020                 | Túnez               | Medalla de oro      |                     |
| 2022                 | Egipto              | Medalla de oro      |                     |
| 2024                 | Egipto              | Medalla de oro      |                     |
| Juegos Mediterráneos |                     |                     |                     |
| Año                  | Lugar               | Medalla             |                     |
| 2013                 | Mersin              | Medalla de oro      |                     |
| 2022                 | Orán                | Medalla de plata    |                     |

### Al Ahly
- Liga de Egipto de balonmano (4): 2014, 2015, 2017, 2018
- Copa de Egipto de balonmano (4): 2014, 2019, 2020, 2021
- Recopa de África de balonmano (3): 2017, 2018, 2021
- Supercopa de África de balonmano (2): 2017, 2022

## Clubes
| Club                   | País   | Año         |
| ---------------------- | ------ | ----------- |
| Al-Nady SC 6th October | Egipto | 2007 - 2010 |
| Ittihad El-Shorta      | Egipto | 2010 - 2013 |
| Al Ahly                | Egipto | 2013 - Act. |